# Iridoviry
Iridoviry (Iridoviridae) je čeleď DNA virů, jejichž genom se skládá ze dvou lineárních řetězců dvouvláknové DNA. Ikosahedrální kapsida iridovirů měří 120-350 nm a obsahuje vnitřní lipidovou membránu. Kapsida, v závislosti na způsobu opuštění buňky, je nebo není obalena vnější membránou. Iridoviry napadají bezobratlé a studenokrevné obratlovce. Viriony se mohou v těle hostitele ukládat v takové míře, že změní jeho zbarvení.